# حملات هوایی آمریکا و بریتانیا به یمن
در صبح روز ۱۲ ژانویه ۲۰۲۴، ایالات متحده آمریکا و بریتانیا با حمایت کشورهای استرالیا، بحرین، کانادا و هلند، یک روز پس از قطعنامه شورای امنیت سازمان ملل در محکومیت حوثی‌ها، مجموعه‌ای از حملات هوایی را علیه حوثی‌ها در یمن در پاسخ به تجاوز حوثی‌ها در دریای سرخ انجام دادند.
جو بایدن، رئیس‌جمهور وقت ایالات متحده گفت که دستور حملات را صادر کرده است؛ در حالی که ریشی سوناک، نخست‌وزیر وقت بریتانیا، کابینه خود را برای اجازه مشارکت بریتانیا، تشکیل داد. این حملات متقابل، در پاسخ به حملات حوثی‌ها به کشتی‌ها در دریای سرخ که به گفته حوثی‌ها در پاسخ به حمایت از حماس در جنگ غزه بود، رخ می‌داد.
مقامات آمریکایی گفتند که هدف از این حملات به جای کشتن رهبران و مستشاران ایرانی، کاهش توانایی حوثی‌ها برای حمله به اهداف موردنظر دریای سرخ بود. حوثی‌ها گفتند که دست کم پنج کشته و شش نظامی زخمی شدند.

## زمینه
با شروع جنگ غزه، شورای عالی سیاسی تحت کنترل حوثی‌ها که تحت حمایت ایران هستند، حمایت خود را از جنبش حماس اعلام کرد و حملات خود را به کشتی‌های تجاری در حال عبور از دریای سرخ، به‌ویژه در باب‌المندب آغاز کرد در حالی که حوثی‌ها در ابتدا ادعا کردند که فقط کشتی‌های تجاری را هدف قرار می‌دهند که به سمت بندرهای اسرائیل یا دارای ارتباطی با اسرائیل در حرکت هستند، شروع به هدف قرار دادن کشتی‌ها و حمله به کشتی‌هایی کردند که هیچ رابطه مشخصی با اسرائیل نداشتند. حوثی‌ها برای حمله به کشتی‌های دریای سرخ از باتری‌های موشک‌های ساحلی، پهپاد انتحاری و شناور تندرو تهاجمی مجهز به توپ‌های خودکار سبک، مسلسل‌ها و موشک‌های ضدتانک استفاده می‌کنند.
قبل از حمله به هانگژو، ایالات متحده موشک‌ها و پهپادهای حوثی را بر فراز دریای سرخ سرنگون کرده بود و کشتی‌های نیروی دریایی خود را برای حفاظت از خطوط کشتیرانی دریای سرخ مستقر کرده بود، اما مستقیماً با حوثی‌ها درگیر نشده بود.
در ۳ ژانویه، ایالات متحده و گروهی از کشورها آخرین هشدارهای لازم را به حوثی‌ها صادر کردند تا فعالیت‌های خود را که آزادی دریانوردی را تضعیف می‌کند، متوقف کنند. در روزهای منتهی به حمله، اعضای کنگره آمریکا و پنتاگون خواستار پاسخی قوی و بازدارنده به حوثی‌ها شدند. یک روز قبل از حملات هوایی، شورای امنیت سازمان ملل قطعنامه ۲۷۲۲ در محکومیت تجاوزات حوثی‌ها در دریای سرخ تصویب کرد.

## مناسبت‌ها

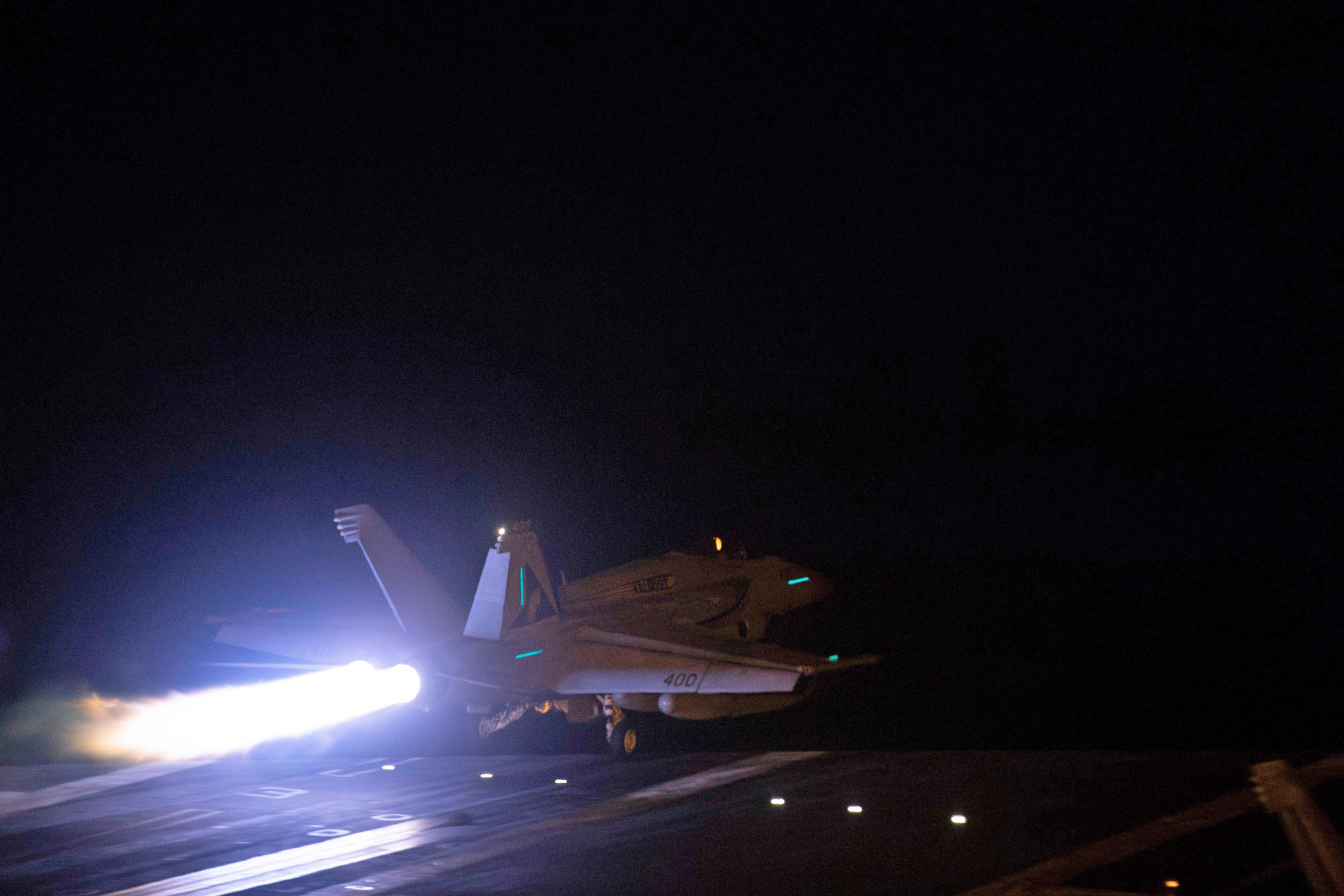
جت‌های جنگنده USN قبل از حملات هوایی به پرواز درآمدند

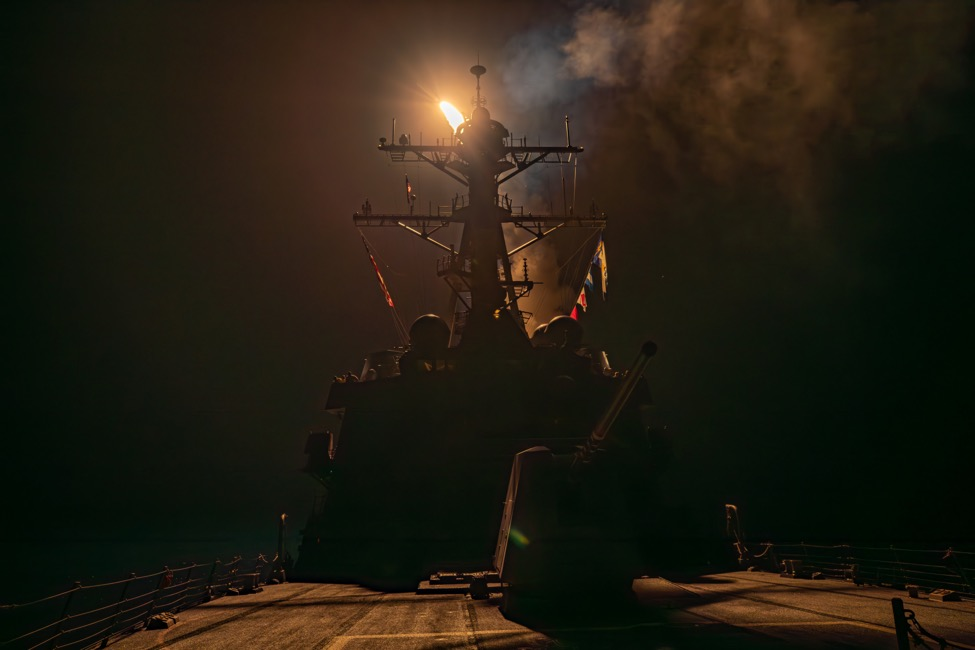
پرتاب موشک تاماهاوک از ناوشکن آمریکایی

حملات حدود ساعت ۲:۳۰ بامداد به وقت یمن (۱۱:۳۰ بعد از ظهر UTC) آغاز شد. جت‌های جنگنده آمریکایی حامل بمب‌های هدایت‌شونده دقیق از پایگاه‌های منطقه و از ناو هواپیمابر یواس‌اس دوایت آیزنهاور به پرواز درامدند. کشتی‌های سطحی و زیردریایی یواس‌اس فلوریدا موشک‌های کروز تاماهاوک را پرتاب کردند. بی‌بی‌سی گزارش داد که چهار جت تایفون نیروی هوایی سلطنتی که از پایگاه هوایی فرودگاه نیروی هوایی سلطنتی اکروتیری در قبرس مستقر شده بودند در این حمله شرکت داشتند. مرکز نیروی هوایی ایالات متحده اعلام کرد که نیروهای ایالات متحده و ائتلاف از بیش از ۱۰۰ مهمات برای حمله به بیش از ۶۰ هدف در ۱۶ مکان استفاده کرده‌اند.
انفجارهایی در صنعا، حدیده و ذمار گزارش شده است. این اهداف شامل مراکز لجستیک، سامانه‌های پدافند هوایی و مکان‌های ذخیره سلاح بود. به گزارش شبکه خبری حوثی‌ها، فرودگاه بین‌المللی حدیده، فرودگاه بین‌المللی تعز، پایگاه هوایی الدیلمی در شمال صنعا، فرودگاهی در نزدیکی حجه و یک اردوگاه در شرق صعده هدف حملات ایالات متحده و نیروهای ائتلاف قرار گرفتند.

## واکنش‌ها

### داخلی
حسین العزی، معاون وزیر امور خارجه حوثی‌ها، در مصاحبه با المسیره، این حملات را «تجاوز آشکار» خواند و گفت که آمریکا و انگلیس «بهای سنگینی خواهند پرداخت». به همین ترتیب، علی القحوم، یکی از مقامات عالی‌رتبه حوثی، قول داد که انتقام‌جویی انجام شود.
محمد عبدالسلام، سخنگوی این گروه، اعلام کرد که حوثی‌ها به هدف قرار دادن کشتی‌های اسرائیلی یا هر کشتی‌هایی که به سمت «بندرهای فلسطین اشغالی می‌روند» ادامه خواهند داد و گفت که آمریکا و انگلیس اشتباه می‌کنند که این حملات «یمن را از این حمله بازمی‌دارد». حمایت از فلسطین و غزه».

### ایالات متحده آمریکا
واکنش‌ها در ایالات متحده و کنگره متفاوت بود، برخی از حملات هوایی به یمن حمایت کردند و برخی دیگر جو بایدن را به دلیل استفاده از نیروی نظامی بدون تأیید کنگره طبق قانون اساسی محکوم کردند. برخی از منتقدان ادعا کردند که مطابق با ماده ۱ قانون اساسی، بایدن قبل از شروع اقدام نظامی، باید از کنگره مجوز بگیرد، اگرچه قطعنامه اختیارات جنگی ۱۹۷۳ به رئیس‌جمهور اجازه می‌دهد تا به‌طور یکجانبه اقدام نظامی انجام دهد، اما باید ظرف ۴۸ ساعت به کنگره اطلاع دهد. میچ مک کانل، رهبر جمهوری خواهان مجلس سنا، از این اقدام استقبال کرد اما گفت تصمیم رئیس‌جمهور دیر شده است.
بایدن اظهار داشت: «اقدام تدافعی امروز به دنبال این کارزار دیپلماتیک گسترده و تشدید حملات شورشیان حوثی علیه کشتی‌های تجاری صورت می‌گیرد» و «من در انجام اقدامات بیشتر برای حفاظت از مردم و جریان آزاد تجارت بین‌المللی در صورت لزوم تردیدی نخواهم داشت».

### انگلستان
نخست‌وزیر ریشی سوناک گفت که این حملات از اصل دفاع از خود سرچشمه می‌گیرد. وی همچنین تأیید کرد که بریتانیا از هلند، کانادا و بحرین کمک و حمایت غیرنظامی طی حمله دریافت کرده است.
بریتانیا خاطرنشان کرد که نشانه‌های اولیه حاکی از آن است که توانایی حوثی‌ها برای تهدید کشتی‌های تجاری «یک ضربه وارد شده است». دو حزب لیبرال دموکرات و حزب سبز انگلیس و ولز از دولت به دلیل تخطی از قوانین و دور زدن پارلمان انتقاد کردند، در حالی که استفان فلین، رهبر حزب ملی اسکاتلند در مجلس عوام گفت: «دولت بریتانیا موظف است که این موضوع را ارزیابی کند. پارلمان در اسرع وقت و نمایندگان باید به وست مینستر فراخوانده شوند.

### ایران
سخنگوی وزارت امور خارجه جمهوری اسلامی ایران، حملات نظامی بامداد امروز آمریکا و انگلیس به چند شهر یمن را شدیداً محکوم کرد و آن را اقدامی خودسرانه، نقض آشکار حاکمیت و تمامیت ارضی یمن و نقض قوانین و مقررات و حقوق بین‌الملل دانست.

### سایر
مائو نینگ، سخنگوی وزارت امور خارجه چین، خواستار خویشتنداری شد.
ماریا زاخارووا، سخنگوی وزارت امور خارجه روسیه، این حمله را محکوم کرد.
وزارت خارجه عربستان سعودی، خواستار خویشتنداری طرفین در این منازعه منطقه‌ای شد.
حزب‌الله لبنان و حماس این حملات را محکوم کردند.